# Bajkonur (metropolitana di Almaty)
Bajkonur (in kazako Байқоңыр?) è una stazione della linea 1, della metropolitana di Almaty. È stata inaugurata il 1º dicembre 2011